# 天主教米圖宗座代牧區
天主教米圖宗座代牧區（拉丁語：Vicariatus Apostolicus Mituensis）是哥倫比亞一個羅馬天主教宗座代牧區，直屬教廷。
1949年6月9日成立宗座監牧區，1989年6月19日升為代牧區，稱米圖-伊尼里達宗座代牧區。1996年11月30日易名至今。
代牧區位於沃佩斯省，教座位於首府米圖。2010年有教友23,300人（佔轄區總人口70.3%）、九個堂區、十四名司鐸。現任宗座代牧為梅达尔多·德耶稣斯·赫瑙·德里奥，領Casæ medianæ教區銜。